# Creanga de aur (Frazer)
Creanga de aur (în engleză Golden Bough) este opera majoră a lui James George Frazer (1854-1941), scriere care constituie un studiu comparativ al mitologiei și religiei.

## Prezentare
James George Frazer a publicat Creanga de aur (The Golden Bough) în 1890 în două volume, apoi în 1900 în trei volume, cu titlul The Golden Bough. A study in Comparative Religion. A treia ediție (1911-1915) a constat din 12 volume și a fost intitulată The Golden Bough. A study in Magic and Religion. Opera sa a fost completată prin al 13-lea volum, publicat în 1936 cu titlul Aftermath. Acest ultim volum cuprinde noi informații asupra subiectelor discutate în Creanga de aur, obținute după ce autorul a scris această lucrare
Creanga de aur revelează unor nespecialiști universul straniu al miturilor, riturilor și credințelor.
Întreaga operă este construită pe tradiția instituțională și locală a istoriei romane, pe care Frazer o adoptă drept cadru epic al diverselor capitole ale cărții. Această tradiție se întâlnește în apropierea satului lui Nemi, a lacului său și al dumbravei sacre, zisă și dumbrava din Aricia, suveranitate a unui rege denumit Regele Pădurii. Acest preot-rege a obținut puterea sa prin asasinarea predecesorului său și moare fiind asasinat de succesorul său. Acesta, înainte de a săvârși actul său criminal, trebuie să culeagă de pe un arbore sacru, o creangă pe care Frazer o asimilează cu creanga de aur mitologică, a cărei putere divină îi deschide lui Enea (eroul din Eneida) accesul la Imperiul morților. Virgiliu descrie în Eneida Creanga de aur ce crește pe un stejar din cei cu frunza veșnic verde și o compară cu vâscul. Concluzia lui Frazer: Creanga de Aur nu era altceva decât vâscul, privit prin vălurile poeziei sau ale superstiției populare. Frazer scrie: „Poate că numele [crengii de aur] derivă de la galbenul intens auriu pe care-l capătă creanga de vâsc după ce a fost tăiată și păstrată câteva luni; culoarea strălucitoare nu rămâne doar în frunze, ci cuprinde și tulpina, astfel încât toată ramura pare a fi într-adevăr o Creangă de Aur.”
Creanga de aur constituie un amplu parcurs pe care cititorul este invitat să urmeze un itinerar ce îl va conduce de la ritualurile zeiței Diana din mitologia romană până la cele ale popoarelor primitive, de la mitologia anticilor scandinavi la cea a culturilor superioare din America, de la credințele din China antică la cele ale societăților țărănești din Europa.
Frazer caută să explice conceptul magiei printr-o teorie generală. Aceasta a fost modificată de Frazer în timp și o dată cu edițiile cărții. În prima ediție a Crengii de aur, el este de părere că pentru un „sălbatic” (om primitiv) lumea este condusă de Ființe personale, dotate cu inteligență și voință și de forțe impersonale, concepții primitive despre ceea ce se numește astăzi „legile naturii”. Începând cu a doua ediție, Frazer nu numai că diferențiază aceste două reprezentări, legând religia cu prima reprezentare și magia cu cea de-a doua, dar  și insistă asupra faptului că magia, condiționată de un nivel mental inferior a precedat pretutindeni religia. Frazer susține că în evoluția mentală a umanității o epocă a magiei a precedat o epocă a religiei și că diferența caracteristică între magie și religie este aceea că în timp ce magia urmărește să controleze natura direct, religia urmărește să o controleze indirect prin mijlocirea ființei sau ființelor supranaturale la care omul se roagă pentru ajutor și protecție. Filozoful Ludwig Wittgenstein în Remarks on Fraser's Golden Bough a fost foarte critic asupra interpretărilor lui Frazer ale mitologiei primitive, creștinismului și epistemologiei.
Frazer a fost considerat de criticii săi ca fiind „antropologul de jilț” pentru că nu a făcut cercetări pe teren, ci a pornit scrierea sa (Creanga de aur) de la jurnale de călătorie, impresii consemnate de misionari sau chestionare completate de persoane. Octavian Nistor, prefațatorul și traducătorul cărții lui Frazer în limba română apreciază lucrarea Creanga de aur astfel: „Frazer a efectuat pe bază de scrieri o «muncă de cabinet», alcătuind o mare sinteză care s-a impus pe plan mondial”.